# Hybanthus paraguariensis
Hybanthus paraguariensis är en violväxtart som först beskrevs av Chod., och fick sitt nu gällande namn av G. K. Schulze. Hybanthus paraguariensis ingår i släktet Hybanthus och familjen violväxter. Inga underarter finns listade i Catalogue of Life.